# 3617-es mellékút (Magyarország)
A 3617-es számú mellékút egy csaknem 10 kilométeres hosszúságú, négy számjegyű mellékút Borsod-Abaúj-Zemplén vármegye déli részén; Tarcalt köti össze Prügy központjával.

## Nyomvonala
A 38-as főútból ágazik ki, annak a 0+5100-as kilométerszelvénye közelében, Tarcal központjában, délnyugat felé. Első mintegy 600 méteres szakaszán Árpád utca néven húzódik, majd szintben keresztezi a Szerencs–Nyíregyháza-vasútvonalat és annak irányát követve dél-délkeletnek fordul. Elhalad Tarcal vasútállomás térsége mellett – ott már Hubai utca néven –, néhány száz méter után pedig visszatér a délnyugati irányhoz, a Prügyi út nevet felvéve. Körülbelül 1,4 kilométer megtételét követően lép ki Tarcal belterületéről. 6,5 kilométer után szeli át Prügy határát, de már a 9. kilométerén is bőven túl jár, amikor újra lakott területre ér. Utolsó rövid szakaszán a Petőfi Sándor utca nevet viseli, így ér véget a község központjának keleti részén, beletorkollva a 3621-es útba, annak a 21+500-as kilométerszelvénye közelében.
Teljes hossza, az országos közutak térképes nyilvántartását szolgáló kira.kozut.hu adatbázisa szerint 9,712 kilométer.

## Települések az út mentén
- Tarcal
- Prügy